# Баштино (Старозагорская область)
Баштино (болг. Бащино) — село в Болгарии. Находится в Старозагорской области, входит в общину Опан. Население составляет 90 человек.

## Политическая ситуация
Кмет (мэр) общины Опан — Минчо Динев Чавдаров (Болгарская социалистическая партия (БСП)) по результатам выборов.